# Liste der Kreisstraßen im Landkreis Stade

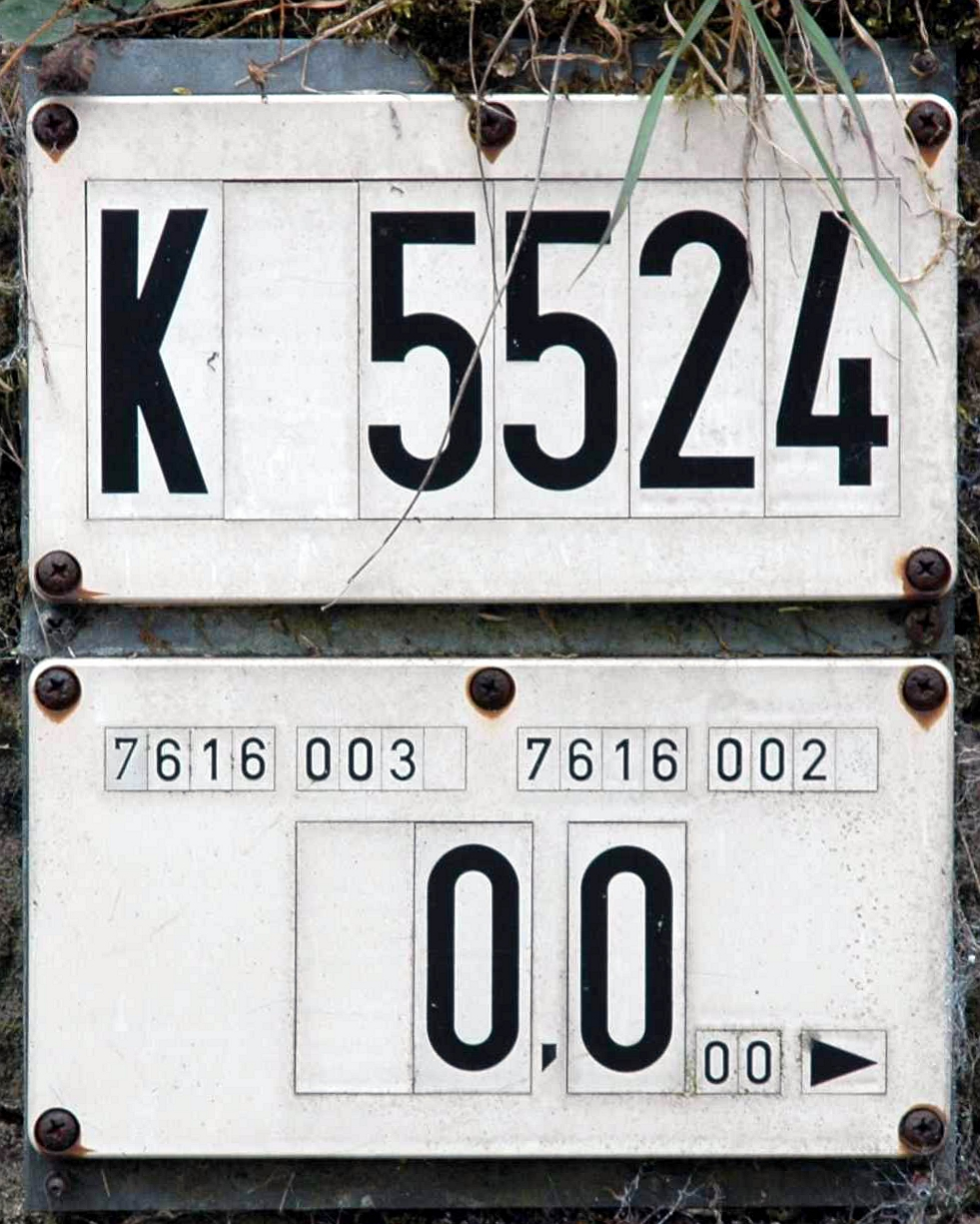
Stationszeichen

Die Liste der Kreisstraßen im Landkreis Stade führt alle Kreisstraßen im niedersächsischen Landkreis Stade auf.

## Abkürzungen
- K: Kreisstraße
- L: Landesstraße

## Liste
Nicht vorhandene bzw. nicht nachgewiesene Kreisstraßen werden in Kursivdruck gekennzeichnet, ebenso Straßen und Straßenabschnitte, die unabhängig vom Grund (Herabstufung zu einer Gemeindestraße oder Höherstufung) keine Kreisstraßen mehr sind. 
Der Straßenverlauf wird in der Regel von Nord nach Süd und von West nach Ost angegeben.
| Nr.   | Verlauf |
| ----- | --- |
| K 1a  | – Schwinge – K 56 – Fredenbeck – K 70 – K 50 – Deinste – L 124 |
| K 2a  | – Rübenkamp – Mulsum – L 123 |
| K 3a  | K 27/K 28 in Ritschermoor – K 63 – Groß Sterneberg – K 80 – Hammah – K 68 – Mittelsdorf – |
| K 4a  | Kranenburg – K 82 – K 66 in Oldendorf |
| K 5a  | Hörne – L 111 in Hörne |
| K 6a  | L 111 in Balje-Süderdeich – K 10 – Kreisgrenze – (K 26 im Landkreis Cuxhaven) |
| K 7a  | Balje – L 111 |
| K 8a  | Krummendeich – L 111 |
| K 9a  | L 111 in Deckenhausen – L 113 |
| K 10a | K 6 in Balje-Süderdeich – L 113 |
| K 11a | L 113 – K 12 |
| K 12a | L 113 in Oederquart – K 11 – Hammelwördenermoor – K 13 – Neulandermoor – – Wolfsbruch – K 65 – K 27 in Aschhorn                                                                                                 |
| K 13a | K 12 in Hammelwördenermoor – in Wischhafen |
| K 19a | Krautsand, Süderstraße – K 45 in Krautsand |
| K 25a | L 111 – Abbenfleth |
| K 26a | K 39 in Borstel – Jork – L 140 – K 26a – K 26a (östliche Strecke) – Ladekop – K 38 – – Dammhausen – K 51 – Neukloster – Hedendorf – Grundoldendorf – L 130 – K 49 – K 37 – Rutenbeck – Harsefeld – K 53 – L 124 |
| K 26a | L 140 in Jork – K 26 in Jork (westliche Strecke) |
| K 27a | L 111 in Drochtersen – K 12 – Aschhorn – Ritschermoor – K 3 – K 28 – Asselermoor – Bützflethermoor – K 29 – Stadermoor – K 30 – K 31 in Schölisch                                                               |
| K 28a | L 111 in Ritsch – K 3/K 27 in Ritschermoor |
| K 29a | K 27 in Bützflethermoor – L 111 in Bützfleth |
| K 30a | /L 111 – L 124 |
| K 31a | L 111 in Götzdorf – K 27 – Schölisch |
| K 32a | L 140 in Speersort – K 34 in Bassenfleth |
| K 34a | K 32 in Bassenfleth – Twielenfleth – L 140 in Hollern |
| K 36a | L 140 in Mittelnkirchen – Neuenkirchen – Horneburg – L 130 |
| K 37a | in Horneburg – Bliedersdorf – K 26 in Rutenbeck |
| K 38a | K 39 in Neuenschleuse – Gehrden – Jork – L 140 – K 26 in Ladekop |
| K 39a | L 140 in Grünendeich – Lühe – Wisch – Neuenschleuse – K 38 – Borstel – K 26 – Hinterbrack – Landesgrenze – (Hamburg) – Landesgrenze – Leeswig – Königreich – Hove – L 140 – Estebrügge – Buxtehude – K 51 –     |
| K 40a | (K 19 im Landkreis Harburg) – Kreisgrenze – Buxtehude – K 51 – |
| K 41a | L 130 – Kreisgrenze – (K 16 im Landkreis Harburg) |
| K 42a | L 123 in Kutenholz – Sadersdorf – K 43 – Kreisgrenze – (K 108 im Landkreis Rotenburg (Wümme)) |
| K 43a | K 42 in Sadersdorf – Kreisgrenze – (K 109 im Landkreis Rotenburg (Wümme)) |
| K 44a | L 124 – Helmste – L 123 in Horneburg |
| K 45a | K 19 in Krautsand – L 111 in Drochtersen |
| K 46a | L 123 in Ohrensen – L 124 in Harsefeld |
| K 47a | K 48 – Reith – Wohlerst – K 64 – Kakerbeck – K 74 – K 55 – L 124 in Hollenbeck |
| K 48a | (K 122 im Landkreis Rotenburg (Wümme)) – Kreisgrenze – Bredenbeck – K 47 – Brest – K 58 – Bargstedt – K 64 – L 123                                                                                              |
| K 49a | K 26 – Ruschwedel – L 130 – L 127 |
| K 50a | K 1/K 70 in Fredenbeck – Wedel – K 61 – Frankenmoor – L 123 in Bargstedt |
| K 51a | K 26 in Dammhausen – Buxtehude – K 39 – K 40 |
| K 52a | in Buxtehude – Ottensen – K 60 – Klein Nindorf – Nindorf – K 71 – Goldbeck – K 73 – L 130 in Beckdorf |
| K 53a | K 26 in Harsefeld – Griemshorst – K 79 – Kammerbusch – L 127 – Revenahe – Borrel – Wiegersen – L 130 in Sauensiek                                                                                               |
| K 54a | L 124 in Ahlerstedt – K 75 – K 55 – Ahrenswohlde – L 127 – Kreisgrenze – (K 139 im Landkreis Rotenburg (Wümme))                                                                                                 |
| K 55a | K 47 – K 74 – Oersdorf – K 76 – Ottendorf – Klethen – L 124 – K 54 |
| K 56a | – K 1 in Schwinge |
| K 57a | in Dudenbüttel – Heinbockel – K 72 – in Hagenah |
| K 58a | L 123 – Aspe – K 48 in Brest |
| K 59a | L 127 in Ahrensmoor-Nord – Ahrensmoor-Ost – K 69 – Kreisgrenze – (K 121 im Landkreis Rotenburg (Wümme)) |
| K 60a | L 127 in Buxtehude – K 52 in Ottensen |
| K 61a | K 50 – L 123 in Aspe |
| K 62a | L 113 – Engelschoff – K 63 – Burg – Himmelpforten – K 68 – |
| K 63a | K 62 – Hammaher Moor – K 3 |
| K 64a | K 48 in Bargstedt – K 47 in Kakerbeck |
| K 65a | L 113 – Hüll – K 12 – L 111 in Dornbusch |
| K 66a | in Burweg – Stellberg – K 82 – Bossel – Oldendorf – K 4 – L 114 |
| K 67a | (K 131 im Landkreis Rotenburg (Wümme)) – Kreisgrenze – L 130 |
| K 68a | K 62 in Himmelpforten – K 3 in Hammah |
| K 69a | L 127 in Ahrenswohlde – K 59 |
| K 70a | K 1/K 50 in Fredenbeck – Dinghorn – L 123 in Kutenholz |
| K 71a | L 127 in Apensen – K 52 in Nindorf |
| K 72a | L 114 in Oldendorf – Sunde – K 57 in Heinbockel |
| K 73a | in Immenbeck – Kreisgrenze – (K 17 im Landkreis Harburg) – Kreisgrenze – K 52 in Goldbeck |
| K 74a | K 47 in Kakerbeck – K 55 – L 124 in Ahlerstedt |
| K 75a | L 124 in Ahlerstedt – K 54 – L 127 |
| K 76a | K 26 – Kohlenhausen – Kreisgrenze – (K 120 im Landkreis Rotenburg (Wümme)) |
| K 77a | L 123 in Bargstedt – Klein Hollenbeck – L 124 in Hollenbeck |
| K 78a | K 82 in Brobergen – L 114 |
| K 79a | K 53 in Griemshorst – L 127 |
| K 80a | K 3 in Groß Sterneberg – K 27 in Stadermoor |
| K 81a | in Burweg – L 113 |
| K 82a | K 66 in Stellberg – Blumenthal – Kranenburg – K 4 – Brobergen – K 78 – Brobergen-Berg – Hohe Luft – Gräpel – L 114                                                                                              |
| K 83a | L 140 in Hove – Estebrügge – Moorende |
| K 84a | in Ovelgönne – Ketzendorf – – Kreisgrenze – (K 42 im Landkreis Harburg) |
| K 85a | L 113 in Landesbrück – in Wischhafen |